# جيب شيروكي (أكس أل)
جيب شيروكي (بالإنجليزية: Jeep Cherokee (XJ))‏ هي سيارة من تصنيع شركة دايملر كرايسلر.